# Baškardski jezik
Baškardski jezik (ISO 639-3: bsg; bashkardi, bashagerdi, bashaka), jezik Baškarda, iranskog naroda, kojim govori 7030 ljudi (2000.) u istočnom Hormuzganu, južnoj Kermanskoj pokrajini i možda u jugozapadnom Sistanu. Postoje sjeverni i južni dijalekt.
Jedan je od pet baludžijskih jezika.

## Vanjske poveznice
- Ethnologue (14th)
- Ethnologue (15th)